# Тетрагідроканабінол
Тетрагідроканабінол, ТГК (THC, Δ9-THC, Δ9-тетрагідроканабінол, Δ¹-тетрагідроканабінол, або дронабінол) — головний психоактивний компонент канабісу. У чистому вигляді це — тверда склоподібна сполука, що стає смолоподібною при нагріванні. Має дуже низьку розчинність у воді, але добре розчиняється в більшості органічних розчинників — таких, як етанол або гексан.

## Аналоги і ліки на основі даної речовини
Дронабінол — лікарський засіб, синтетичний аналог тетрагідроканабінолу. Випускається в капсулах, що містять 2,5 мг тетрагідроканабінолу. З 1980 року поширюється Національним онкологічним інститутом США як стимулятор апетиту і протиблювотний засіб і відпускається за спеціальними рецептами для онкохворих, які отримують хіміотерапію.
Канабідіол— лікарський засіб, непсихоактивна речовина, що міститься в коноплі. Канабідіол (CBD) тісно пов'язаний з тетрагідроканабінолом (THC), сполукою, яка викликає психоактивне відчуття "кайфу", яким славиться каннабіс. Канабідіол може насправді зменшити або нейтралізувати психоактивні ефекти ТГК, залежно від того, в якій мірі споживається кожна сполука. Згідно з останніми дослідженням, опублікованим у British Journal of Pharmacology, синергізм сполук, виявлених у рослині, забезпечує покращений терапевтичний ефект. Іншими словами, спільне вживання КБР та ТГК є більш ефективним, ніж прийом їх окремо.
Використовуючи генетичні маніпуляції, рідкісні фітоканабіноїди, які в рослині лат. Cánnabis виробляються з низьким вмістом, тепер можуть бути синтезовані у великих кількостях для терапевтичного та комерційного використання.

## Заборона
16 серпня 2024 року набув чинності закон про регулювання обігу рослин роду коноплі (Cannabis) в медичних, промислових цілях, науковій та науково-технічній діяльності, який дозволив використання препаратів на основі тетрагідроканабінолу в медичних і промислових цілях. 